# مات كاميرون
مات كاميرون (بالإنجليزية: Matt Cameron)‏ (و. 1962  م) هو طبال، وموسيقي أمريكي، ولد في سان دييغو، وهو عضوٌ في ساوندغاردن، وبيرل جام.

## وصلات خارجية
- مات كاميرون على موقع IMDb (الإنجليزية)
- مات كاميرون على موقع ميوزك برينز (الإنجليزية)
- مات كاميرون على موقع رولينغ ستون (الإنجليزية)
- مات كاميرون على موقع إن إن دي بي (الإنجليزية)
- مات كاميرون على موقع أول ميوزيك (الإنجليزية)
- مات كاميرون على موقع ديسكوغز (الإنجليزية)
- مات كاميرون على موقع قاعدة بيانات الفيلم (الإنجليزية)

- مات كاميرون في قاعدة بيانات الأفلام على الإنترنت